# Eupatoriopsis
Eupatoriopsis é um género botânico pertencente à família Asteraceae.